# 이미지 해상도
이미지 해상도(Image resolution)는 영상의 세부 수준이다. 이 용어는 디지털 이미지, 필름 이미지 및 기타 유형의 이미지에 적용된다. "고해상도"는 더 많은 이미지 세부 정보를 의미한다.
이미지 해상도는 다양한 방식으로 측정할 수 있다. 해상도는 선들이 서로 얼마나 가까이 있을 수 있는지, 그리고 여전히 눈에 띄게 구별될 수 있는지를 정량화한다. 해상도 단위는 물리적 크기(예: mm당 선, 인치당 선), 그림의 전체 크기(그림 높이당 선, 단순히 선, TV 선 또는 TVL로도 알려짐) 또는 각도에 연결될 수 있다. 단일 선 대신 어두운 선과 인접한 밝은 선으로 구성된 선 쌍이 자주 사용된다. 예를 들어, 밀리미터당 10선 해상도는 5개의 어두운 선과 5개의 밝은 선이 번갈아 나타나는 것을 의미하거나, 밀리미터당 5개의 선 쌍(5 LP/mm)을 의미한다. 사진 렌즈는 주로 밀리미터당 선 쌍으로 인용된다.

## 유형
디지털 카메라의 해상도는 여러 가지 방식으로 설명할 수 있다.

### 화소수
해상도라는 용어는 종종 디지털 이미징에서 화소 수와 동등하게 간주되지만, 디지털 카메라 분야의 국제 표준은 이미지 센서와 관련하여 "총 화소 수"로, 완전히 캡처된 것에 대해서는 "기록된 화소 수"로 불러야 한다고 명시하고 있다. 따라서 CIPA DCG-001은 "기록된 화소 수 1000 × 1500"과 같은 표기를 요구한다. 동일한 표준에 따르면, 이미지 센서 또는 디지털 카메라가 갖는 "유효 화소 수"는 최종 이미지에 기여하는 화소 센서의 수(해당 이미지에 없지만 이미지 필터링 프로세스를 지원하는 화소 포함)를 의미하며, 가장자리에 사용되지 않거나 빛에 차폐된 화소를 포함하는 총 화소 수와는 대조된다.
N 화소 높이와 M 화소 너비의 이미지는 그림 높이당 N선 또는 N TV선보다 낮은 모든 해상도를 가질 수 있다. 그러나 화소 수가 "해상도"로 언급될 때, 관례적으로 화소 해상도를 두 개의 양의 정수로 설명하며, 첫 번째 숫자는 화소 열(너비)의 수이고 두 번째는 화소 행(높이)의 수이다. 예를 들어 7680 × 6876과 같다. 또 다른 일반적인 관례는 이미지의 총 화소 수로 해상도를 인용하는 것인데, 일반적으로 메가픽셀 수로 주어지며, 이는 화소 열에 화소 행을 곱한 다음 100만으로 나누어 계산할 수 있다. 다른 관례로는 길이 단위당 화소 또는 면적 단위당 화소를 설명하는 것이 있는데, 예를 들어 인치당 화소 또는 평방 인치당 화소가 있다. 이러한 화소 해상도 중 어느 것도 진정한 해상도는 아니지만, 널리 그렇게 불린다. 이들은 이미지 해상도의 상한으로 작용한다.
아래는 화소들이 거칠게 날카로운 사각형으로 렌더링될 경우 동일한 이미지가 다른 화소 해상도에서 어떻게 나타날 수 있는지를 보여주는 그림이다(일반적으로 화소로부터 부드러운 이미지 재구성이 선호되지만, 화소를 보여주기 위해서는 날카로운 사각형이 더 잘 드러낸다).
너비 2048 화소, 높이 1536 화소인 이미지는 총 2048×1536 = 3,145,728 화소 또는 3.1 메가픽셀을 갖는다. 이는 2048 x 1536 또는 3.1 메가픽셀 이미지라고 할 수 있다. 이 이미지는 약 28.5인치 너비로 인쇄하면 매우 낮은 품질(72ppi)의 이미지가 되지만, 약 7인치 너비로 인쇄하면 매우 좋은 품질(300ppi)의 이미지가 된다.
컬러 디지털 카메라 이미지 센서의 광다이오드 수는 종종 생성되는 이미지의 화소 수의 배수인데, 이는 컬러 이미지 센서 배열의 정보가 단일 화소의 색상을 재구성하는 데 사용되기 때문이다. 이미지는 각 출력 화소에 대해 세 가지 색상을 모두 생성하기 위해 보간되거나 데모자이크되어야 한다.

### 공간 해상도
흐릿함과 선명함이라는 용어는 디지털 이미지에 사용되지만, 이미지를 캡처하고 표시하는 하드웨어를 참조하는 데는 다른 설명자가 사용된다.
방사선학에서의 공간 해상도는 영상 모달리티가 두 물체를 구별하는 능력이다. 낮은 공간 해상도 기술은 서로 비교적 가까이 있는 두 물체를 구별할 수 없을 것이다.

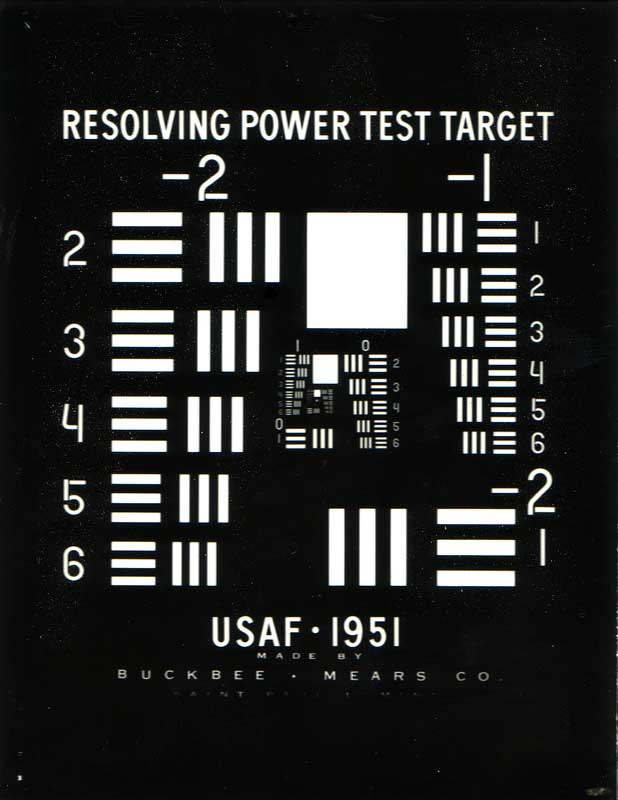
1951 USAF 해상도 테스트 타겟은 영상 센서 및 영상 시스템의 공간 해상도를 결정하는 데 사용되는 고전적인 테스트 타겟이다.

이미지에서 선들을 얼마나 가깝게 구별할 수 있는지에 대한 측정은 공간 해상도라고 불리며, 이는 인치당 화소 (ppi)의 화소 해상도뿐만 아니라 이미지를 생성하는 시스템의 속성에 따라 달라진다. 실제적으로 이미지의 선명도는 이미지의 화소 수가 아니라 공간 해상도에 의해 결정된다. 실제로 공간 해상도는 단위 길이당 독립적인 화소 값의 수이다.
소비자 디스플레이의 공간 해상도는 인치당 50에서 800 화소 선에 이른다. 스캐너의 경우, 광분해능은 때때로 공간 해상도를 인치당 화소 수와 구별하는 데 사용된다.
원격탐사에서 공간 해상도는 일반적으로 회절 한계, 수차, 불완전한 초점, 대기 왜곡에 의해 제한된다. 이미지의 지상 샘플 거리 (GSD), 즉 지구 표면의 화소 간격은 일반적으로 해상 가능한 스팟 크기보다 상당히 작다.
천문학에서 종종 관측 지점에서 하위된 아크초당 데이터 포인트로 공간 해상도를 측정한다. 이는 이미지 내 개체 간의 물리적 거리가 개체의 거리에 따라 달라지며, 이는 관심 대상에 따라 크게 달라지기 때문이다. 반면에 주사전자현미경에서는 선 또는 간섭무늬 해상도는 인접한 평행선(예: 원자 평면 사이) 사이에서 감지 가능한 최소 분리이며, 점 해상도는 인접한 점 사이에서 감지 및 해석 가능한 최소 분리(예: 인접한 원자 기둥)이다. 전자는 종종 표본의 주기성을 감지하는 데 도움이 되지만, 후자(달성하기는 더 어렵지만)는 개별 원자가 어떻게 상호 작용하는지 시각화하는 데 중요하다.
입체 3D 이미지에서 공간 해상도는 스테레오 카메라의 두 시점(왼쪽 및 오른쪽 카메라)에서 기록되거나 캡처된 공간 정보로 정의될 수 있다.

### 스펙트럼 해상도
화소 인코딩은 디지털 이미지에 저장된 정보를 제한하며, 컬러 프로파일이라는 용어는 디지털 이미지에 사용되지만, 이미지를 캡처하고 표시하는 하드웨어를 참조하는 데는 다른 설명자가 사용된다.
스펙트럼 해상도는 스펙트럼 특징과 대역을 개별 구성 요소로 분해하는 능력이다. 컬러 이미지는 다른 스펙트럼의 빛을 구별한다. 다중 스펙트럼 이미지는 일반적인 RGB 컬러 이미지의 전통적인 3가지보다 더 많은 스펙트럼 또는 파장의 미세한 차이를 측정하고 저장하여 분해할 수 있다.

### 시간 해상도
시간 해상도(TR)는 시간에 대한 측정의 정밀도이다.
영화 촬영기와 고속 카메라는 다른 시점의 이벤트를 해결할 수 있다. 영화에 사용되는 시간 해상도는 일반적으로 초당 24~48 프레임 (frames/s)인 반면, 고속 카메라는 초당 50~300프레임 또는 그 이상을 해결할 수 있다.
하이젠베르크 불확정성 원리는 입자의 좌표에 대한 정보의 최대 공간 해상도에 대한 근본적인 한계를 설명한다. 이는 운동량에 관한 정보가 어떤 정밀도로든 측정되거나 존재함으로써 부과된다.
이러한 근본적인 한계는 주사전자현미경을 사용하여 만날 수 있는 아원자 규모에서의 최대 이미징 해상도에 영향을 미칠 수 있다.

### 방사선 해상도
방사선 해상도는 시스템이 강도의 차이를 얼마나 정교하게 나타내거나 구별할 수 있는지를 결정하며, 일반적으로 레벨 수 또는 비트 수로 표현된다. 예를 들어, 컴퓨터 이미지 파일에 일반적으로 사용되는 8비트 또는 256레벨이 있다. 방사선 해상도가 높을수록 강도 또는 반사율의 미묘한 차이를 더 잘 표현할 수 있다. 적어도 이론적으로는 그렇다. 실제로는 유효 방사선 해상도는 일반적으로 표현 비트 수보다는 노이즈 수준에 의해 제한된다.

## 다양한 매체에서의 해상도
다음은 다양한 매체에 대한 전통적인 아날로그 수평 해상도 목록이다. 이 목록에는 희귀한 형식이 아닌 인기 있는 형식만 포함되어 있으며, 실제 품질은 기기나 테이프마다 다를 수 있으므로 모든 값은 근사치이다. 비교를 쉽게 하기 위해 모든 값은 NTSC 시스템 기준이다. (PAL 시스템의 경우 480을 576으로 대체한다.) 아날로그 형식은 일반적으로 색차 해상도가 낮았다.
- 아날로그 및 초기 디지털[3]

많은 카메라와 디스플레이는 색상 구성 요소를 서로 상대적으로 오프셋하거나 시간 해상도와 공간 해상도를 혼합한다.

디지털 카메라 (바이어 컬러 필터 어레이)
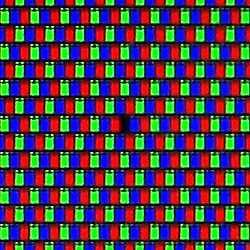
LCD (삼각형 화소 기하학)
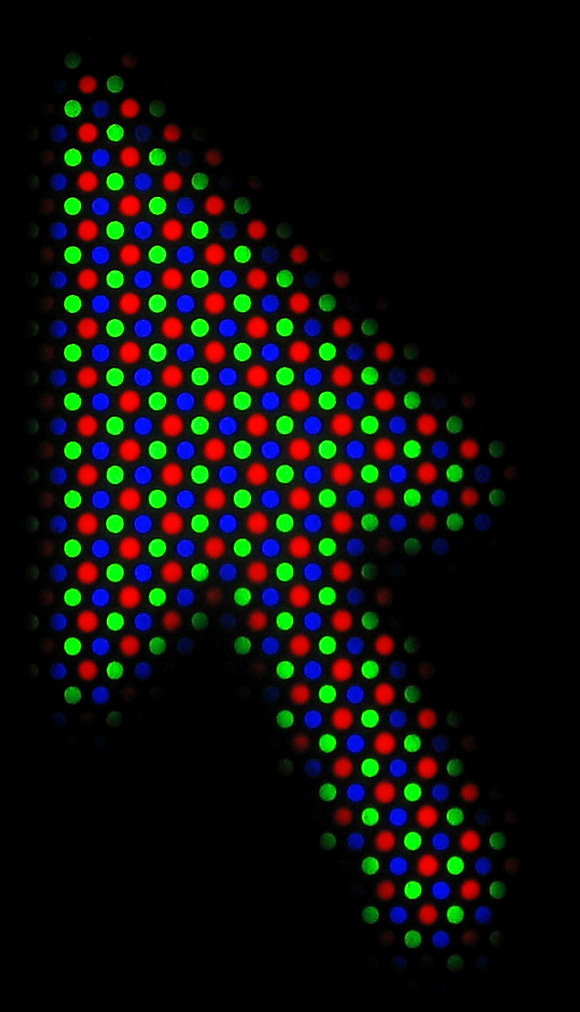
브라운관 (쉐도우 마스크)

- 내로우스크린 4:3 컴퓨터 해상도
  - 320×200: 멀티 컬러 그래픽스 어레이
  - 320×240: QVGA
  - 640×350: 강화 그래픽스 어댑터
  - 640×480: VGA
  - 800×600: 슈퍼 비디오 그래픽스 어레이
  - 1024×768: XGA / EVGA
  - 1600×1200: UXGA
- 아날로그
  - 320×200: 브라운관 모니터
  - 333×480: VHS, Video8, Umatic
  - 350×480: 베타맥스
  - 420×480: 슈퍼 베타맥스, 베타캠
  - 460×480: 베타캠 SP, Umatic SP, NTSC (공중파 TV)
  - 580×480: 슈퍼 VHS, Hi8, 레이저디스크
  - 700×480: 향상된 정의 베타맥스, 아날로그 방송 한계 (NTSC)
  - 768×576: 아날로그 방송 한계 (PAL, SECAM)
- 디지털
  - 352×240: 비디오 CD
  - 500×480: Digital8
  - 720×480: D-VHS, DVD, miniDV, Digital Betacam (NTSC)
  - 720×480: 와이드스크린 DVD (아나모픽) (NTSC)
  - 854×480: EDTV (향상된 정의 텔레비전)
  - 720×576: D-VHS, DVD, miniDV, Digital8, Digital Betacam (PAL/SECAM)
  - 720×576 또는 1024  ×  576: 와이드스크린 DVD (아나모픽) (PAL/SECAM)
  - 1280×720: D-VHS, HD DVD, 블루레이, HDV (miniDV)
  - 1440×1080: HDV (miniDV)
  - 1920×1080: HDV (miniDV), AVCHD, HD DVD, 블루레이, HDCAM SR
  - 1998×1080: 2K 플랫 (1.85:1)
  - 2048×1080: 2K 디지털 시네마
  - 2560 × 1440: QHD (쿼드 HD) 즉 HD 1280x720의 4배 화소
  - 3840×2160: 4K UHDTV, 울트라 HD 블루레이
  - 4096×2160: 4K 디지털 시네마
  - 7680×4320: 8K UHDTV
  - 15360×8640: 16K 디지털 시네마
  - 30720 × 17280: 32K
  - 최신 영화의 시퀀스는 고품질 시각 효과 편집을 위해 컴퓨터에서 2,000, 4,000 또는 심지어 8,000 컬럼으로 스캔되며, 이는 2K, 4K, 8K라고 불린다.
  - IMAX, IMAX HD 및 OMNIMAX 포함: 약 10,000×7,000 (7,000라인) 해상도. 이는 약 70MP로, 현재 단일 센서 디지털 영화 카메라 중 가장 높은 해상도이다 (2012년 1월 기준).
- 필름
  - 35mm 필름은 2005년 기준 DVD 출시를 위해 1080 또는 2000 라인으로 스캔된다.
  - 35mm 원본 카메라 네거티브의 실제 해상도는 많은 논쟁의 대상이다. 네거티브 필름의 측정된 해상도는 25–200 LP/mm 범위에 있었으며, 이는 2-perf의 경우 325 라인, T-Max 100으로 촬영된 4-perf의 경우 (이론적으로) 2300 라인 이상에 해당한다.[4][5][6] 코닥은 35mm 필름이 IMAX의 수석 부사장에 따르면 수평으로 6K 해상도와 동등하다고 밝혔다.[7]
- 인쇄

| PPI | 픽셀 | mm    |
| --- | ---- | ----- |
| 800 | 1000 | 31.8  |
| 300 | 1000 | 84.7  |
| 200 | 1000 | 127   |
| 72  | 1000 | 352.8 |

| PPI | 픽셀 | mm  |
| --- | ---- | --- |
| 800 | 3150 | 100 |
| 300 | 1181 | 100 |
| 200 | 787  | 100 |
| 72  | 283  | 100 |

| PPI | 픽셀       | mm       | 종이 크기 |
| --- | ---------- | -------- | --------- |
| 300 | 9921×14008 | 840×1186 | A0        |
| 300 | 7016×9921  | 594×840  | A1        |
| 300 | 4961×7016  | 420×594  | A2        |
| 300 | 3508×4961  | 297×420  | A3        |
| 300 | 2480×3508  | 210×297  | A4        |
| 300 | 1748×2480  | 148×210  | A5        |
| 300 | 1240×1748  | 105×148  | A6        |
| 300 | 874×1240   | 74×105   | A7        |
| 300 | 614×874    | 52×74    | A8        |

- 현대 디지털 카메라 해상도
  - 디지털 중형 포맷 카메라 – 단일, 결합되지 않은 대형 디지털 센서 – 80MP (2011년부터, 2013년 현재) – 10320 × 7752 또는 10380 × 7816 (81.1MP).[8][9][10][11]
  - 휴대폰 – 노키아 808 퓨어뷰 – 41MP (7728 × 5368), 노키아 루미아 1020 – 또한 41MP (7712 × 5360)
  - 디지털 스틸 카메라 – 캐논 EOS 5DS – 51MP (8688 × 5792)

## 같이 보기
- 해상도
- 도트 퍼 인치
- 하이다이내믹레인지 이미징
- 고해상도 사진 전송
- 이미지 스케일링
- 이미지 스캐너
- 켈 팩터, 이는 일반적으로 가시 선의 수를 장치 해상도의 0.7배로 제한한다.
- 화소 밀도